# Termocontacto
Se llama termocontacto a los dispositivos eléctricos, electrónicos o mecánicos que por acción de la temperatura abren o cierran un contacto eléctrico.

Palabra compuesta por el prefijo termo- ((Del griego θερμο-)que significa 'calor'. Termodinámica) y contacto (Del lat. contactus; 1. m. Acción y efecto de tocarse dos o más cosas. 2. m. Conexión entre dos partes de un circuito eléctrico.).

En su versión más simple están tarados a una temperatura prefijada que determina el punto de apertura o cierre del contacto. Esta versión simple suele ser un encapsulado hermético con un material ceroso en su interior y que acciona un contacto eléctrico por efecto de la dilatación generada por el calor. 

En otro tipo de construcción se emplea la deformación por dilatación de una lámina bimetálica para abrir o cerrar un contacto eléctrico por efecto de la temperatura.

Suelen emplearse como elementos de control o accionamiento en automoción o en máquinas, entre otros. Su empleo más conocido es en automoción como dispositivo de conexión y desconexión del ventilador de refrigeración. A pesar de ello estos dispositivos son elementos ampliamente empleados en la industria para el control de circuitos de aire acondicionado, refrigeración de máquinas, climatización de locales, supervisión de seguridad o dispáro de alarmas, etc.